# Parche anticonceptivo

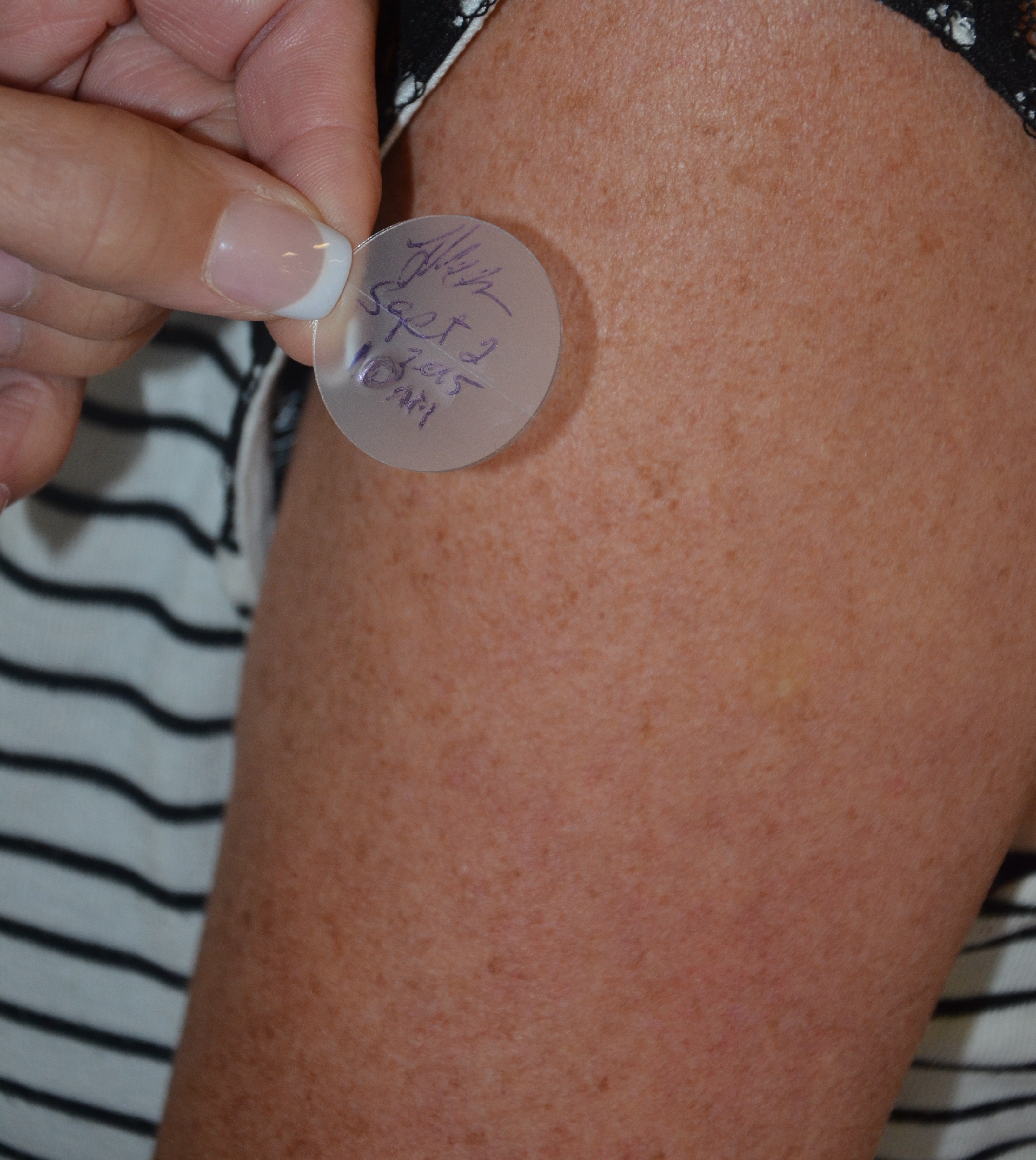
Parche transdermico, aplicación.

El parche anticonceptivo es un parche transdérmico plástico, fino, de color beige, que pertenece al grupo de anticonceptivos hormonales combinados. La parte adhesiva contiene los principios activos que se liberan de forma continua a través del torrente circulatorio. Al contrario que con la píldora anticonceptiva oral, el vómito o diarrea no afectan a la cantidad de medicamento que se libera del parche. El parche es muy delgado, liso, de color beige y mide cuatro centímetros cuadrados aproximadamente. Es un método anticonceptivo de uso sencillo y el de mayor eficacia. Se puede utilizar en casi cualquier parte de la piel. Con él se puede realizar todo tipo de actividades como nadar, bañarte o hacer ejercicio, pues no se desprende con la humedad o calor.
El anticonceptivo tiene una vida útil de siete días y debe ser renovado durante tres semanas consecutivas. Debe cambiarse el mismo día de cada semana, ya que está diseñado para que actúe exactamente durante siete días. En la cuarta semana, cuando debe iniciar el periodo de menstruación no debe utilizarse.Efectividad de 99.9%

## Mecanismo de acción
El parche anticonceptivo funciona aplicando la tecnología transdérmica mediante la cual se liberan pequeñas dosis de hormonas que se absorben a través de la piel y que llegan a la sangre de manera continua y constante durante siete días, liberando a su usuaria de la toma diaria.

## Adhesión y desprendimiento
La adherencia de algunos parches anticonceptivos fue evaluada en un estudio que incluyó a más de 3300 mujeres y 72 000 parches. El estudio concluyó que la adhesión del parche anticonceptivo es buena en cualquier variedad de climas o condiciones. El estudio encontró que el parche anticonceptivo demostró excelente adhesión en climas cálidos y en las siguientes condiciones:
1. Durante el ejercicio
2. Actividades en las que el cuerpo aumenta su temperatura, provocando sudor
3. Actividades en las que existe humedad externa (sauna) o se desarrollan dentro del agua (jacuzzi o piscina)

Además, conforme avanzaban los ciclos de tratamiento, la adhesión fue mejorando, lo que refleja que las participantes aprendieron la manera correcta de aplicación. En total 1.7 % y 2.6 % de los parches utilizados en climas cálidos se tuvieron que reemplazar debido a desprendimiento total y parcial, respectivamente. En mujeres que estuvieron bajo condiciones de calor y ejercicio sólo el 1.1 % de los parches se desprendieron.

## Efectos secundarios
En febrero del 2008, la Administración de Drogas y Alimentos (FDA) de los Estados Unidos, reveló que el uso del parche anticonceptivo, puede provocar trombosis por formación de coágulos en las piernas. Otro estudio publicado por Jick y cols reportó que el parche anticonceptivo presenta un riesgo similar a los anticonceptivos orales (AO) en el desarrollo de la Tromboembolia Venosoa (TEV). La tasa de eventos de TEV en ambos métodos anticonceptivos fue 0.9, es decir, el riesgo es similar. La incidencia global de TEV fue de 52.8/100,000 en el parche anticonceptivo y de 41.8/100,000 en el grupo de AO. El riesgo de Trombosis aumenta con la edad independientemente del método anticonceptivo usado.
El parche anticonceptivo ha demostrado mejorar los síntomas relacionados con el síndrome premenstrual, un beneficio adicional a su función anticonceptiva. Un estudio realizado por Urdl demuestra que el sistema transdérmico de anticoncepción presenta ventajas en cuanto al bienestar emocional y físico de sus usuarias. La tasa de satisfacción fue mayor en 60% entre las usuarias del parche anticonceptivo .vs. 55 % de las usuarias de anticonceptivos orales. En otro estudio se encontró disminución de peso en el 29% de las usuarias del parche anticonceptivo. Un estudio similar de Sibai observó que el cambio de peso corporal entre las usuarias del parche anticonceptivo y de anticonceptivos orales, se encontraron muy poco significativas, ya que el aumento de peso en ambos métodos fue sólo en un 0.41 %. Así mismo, durante el tratamiento con el parche anticonceptivo, 33% de las mujeres que padecían acné reportaron mejoría de su condición.
Cuando una mujer deja de aplicarse el parche anticonceptivo, su capacidad para quedarse embarazada regresa rápidamente.